# Воробино (Ивановская область)
Воро́бино — деревня в Палехском районе Ивановской области (Раменское сельское поселение) в 7 км к западу от Палеха (14 км по дорогам) на реке Люлех.

## Население
| 1905 | 2010 |
| ---- | ---- |
| 68   | ↘3   |